# Ахелой (Гърция)
Вижте пояснителната страница за други значения на Ахелой.
Ахелой (на гръцки: Αχελώος, Ахелоос) е река в Западна Гърция, между историческите области Акарнания и Етолия. Дължина 217 km. Площ на водосборния басейн 6329 km².

## Имена
Старото име на реката е Аспропотамос.

## Географска характеристика
Река Ахелой води началото си на 1946 m, от южното подножие на връх Лакмос (2295 m), в планината Лакмос (част от планинската система Пинд), на 5 km западно от село Халики. През по-голямата част от течението си река Ахелой тече през планинската ситема Пинд в много дълбока и тясна, на отделни участъци каньоновидна долина, със стръмни, на места отвесни и скалисти склонове и бурно течение. В най-тесните места на долината ѝ са изградени преградните стени на три големи хидротехнически и енергетически съоръжения – язовирите Кремаста (1965), Кастраки (1969) и Стратос (1989). След изтичането си от най-долния язовир Стратос Ахелой пресича от север на юг крайбрежната Акарнийска низина и се влива в северозападната част на Патраския залив на Йонийско море, на 15 km югозападно от градчето Катохи.
Поради факта, че река Ахелой прорязва от север на юг планинската ситема Пинд водосборният ѝ басейн е тесен идълъг и тя получава предимно малки и къси притоци. На запад водосборният басейн на Ахелой граничи с водосборните басейни на река Арахтос и други по-малки реки, вливащи се в Йонийско море, на североизток и изток – с водосборните басейни на реките Пеней и Сперхей (от басейна на Егейско море), а на югоизток – с водосборния басейн на река Евинос (от басейна на Йонийско море).
Основни притоци: леви – Триа, Камнаитикос, Ватирема, Петрилотикос, Границотис, Аграфьотис, Крикелиотикос (най.голям приток), Димикос (оттича езерото Трихонис); десни – Ватаняда, Базакос.
Река Ахелой има предимно дъждовно подхранване с ясно изразено зимно пълноводие и лятно маловодие.

## Стопанско значение, селища
В средното течение на реката са изградени преградните стени на три големи язовира „Кремаста“, „Кастраки“ и „Стратос“, водите на които се използват за производство на електроенергия, промишлено и битово водоснабдяване и напояване в Акарнийската низина.
Поради точа, че долината на Ахелой е много тясна и дълбока тя е слабо населена и по течението на реката (с изключение на долното ѝ течение) има предимно малки населени места.
Населението по долината на реката е основно гръцко, но има и много арумъни.

## Историческа справка
В битка при река Ахелой през 1359 г. е сложен край на Епирското деспотство със смъртта на Никифор II Орсини, чиято войска е победена от тази на Петър Лоша и Гин Буа Спата.
По време на т.нар. гръцка война за независимост по поречието на реката се водят многобройни битки. От района на Балтос са родом значителна част от клефтите и арматолите по това време. По силата на лондонския протокол от 1830 г. целия този регион остава в Османската империя, след като гръцко-османската граница се установява на нова линия Аспропотаму - Зейтуни.  През 1832 г. граничното статукво е възстановено на първоначалната линия Арта - Волос.
Край реката се е намирало средището на древните дорийци и Дорида – в близост до днешното арумънско село Стратос.